# Computer Zeitung
Die Computer Zeitung, gegründet 1970 zur ersten CeBIT, war die erste westdeutsche Computerzeitung. In der DDR erschien bereits 1964 mit der rechentechnik/datenverarbeitung eine Zeitschrift, die sich schnell zu einem Fachmagazin entwickelte.
Herausgeber war der Konradin Verlag Robert Kohlhammer in Leinfelden-Echterdingen, Chefredakteur war zuletzt Rainer Huttenloher.
Die Computer Zeitung erschien wöchentlich am Montag im Berliner Zeitungsformat. Sie hatte eine verbreitete Auflage von ca. 59.800 Stück (gedruckte Auflage ca. 60.000), von der allein ca. 24.000 Exemplare an die Mitglieder der Gesellschaft für Informatik e. V. versendet wurden. Die Zeitschrift wurde im Zeitungsdruckverfahren hergestellt. Im 1. Quartal 2009 wurden 22.000 Exemplare verkauft.
Nach einer Mitteilung des Präsidenten der Gesellschaft für Informatik an ihre Mitglieder hat der Konradin Verlag die Produktion der Computer Zeitung zum 27. Juli 2009 eingestellt.
Die Computer Zeitung wurde bis Oktober 2009 in einer Online-Version weitergeführt. Zum 17. Oktober wurde auch diese eingestellt. Die URL www.computerzeitung.de ist seitdem zum Auftritt der im selben Verlag erscheinenden Zeitschrift Bild der Wissenschaft umgeleitet.